# Ceratostomella rhynchophora
Ceratostomella rhynchophora är en svampart som först beskrevs av De Not., och fick sitt nu gällande namn av Réblová 2006. Ceratostomella rhynchophora ingår i släktet Ceratostomella och familjen Annulatascaceae.   Inga underarter finns listade i Catalogue of Life.